# Historia de la ingeniería química
La ingeniería química como disciplina que se desarrolló a partir de quienes practicaban la "química industrial" a fines del siglo XIX. Antes de la Revolución industrial (siglo XVIII), los productos químicos industriales y otros productos de consumo, como el jabón, se producían principalmente a través del procesamiento por lotes. El procesamiento por lotes es laborioso y los individuos mezclan cantidades predeterminadas de ingredientes en un recipiente, calientan, enfrían o presurizan la mezcla durante un período de tiempo predeterminado. El producto puede ser aislado, purificado y probado para lograr un producto vendible. Los procesos por lotes todavía se realizan en productos de mayor valor, como productos intermedios farmacéuticos, productos especializados y formulados como perfumes y pinturas, o en la fabricación de alimentos como los jarabes de arce puro, donde aún se pueden obtener beneficios a pesar de que los métodos por lotes son más lentos e ineficientes. en términos de mano de obra y uso de equipos. Debido a la aplicación de técnicas de ingeniería química durante el desarrollo del proceso de fabricación, los productos químicos de mayor volumen ahora se producen a través de procesos químicos de "línea de producción" continua. La revolución industrial fue cuando comenzó a producirse un cambio de procesamiento por lotes a más continuo. Hoy en día, los productos químicos básicos y productos petroquímicos se fabrican predominantemente utilizando procesos de fabricación continua, mientras que los productos químicos especializados, productos químicos finos y productos farmacéuticos se fabrican utilizando procesos por lotes. 

## Origen
La Revolución industrial llevó a una escalada sin precedentes en la demanda, tanto en lo que respecta a la cantidad como a la calidad, de productos químicos a granel como el carbonato de sodio. Esto significaba dos cosas:  
1. El tamaño de la actividad y la eficiencia de la operación tenían que aumentarse.
2. Las alternativas serias al procesamiento por lotes, como la operación continua, tenían que ser examinadas.

## El primer ingeniero químico
La química industrial se practicaba a mediados del siglo XIX, pero no fue hasta la década de 1880 cuando los elementos de ingeniería necesarios para controlar los procesos químicos se reconocieron como una actividad profesional distinta. La ingeniería química se estableció por primera vez como una profesión en el Reino Unido cuando George E. Davis impartió el primer curso de ingeniería química en la Universidad de Mánchester en 1887 en forma de doce conferencias sobre diversos aspectos de la práctica química industrial. Como consecuencia, George E. Davis es considerado como el primer ingeniero químico del mundo. Hoy en día, la ingeniería química es una profesión de gran prestigio. Los ingenieros químicos con experiencia pueden obtener Ingenieros Profesionales con licencia en los Estados Unidos, con la ayuda de la Sociedad Nacional de Ingenieros Profesionales u obtener el estatus de Ingeniero Químico "Chartered" a través de la Institución de Ingenieros Químicos con sede en el Reino Unido.

## Asociaciones profesionales
En 1880, se hizo el primer intento de formar una Sociedad de Ingenieros Químicos en Londres. Esto finalmente resultó en la formación de la Sociedad de Industria Química en 1881. El Instituto Americano de Ingenieros Químicos (AIChE) fue fundado en 1908, y el Instituto del Reino Unido de Ingenieros Químicos (IChemE) en 1922. Estos dos ahora tienen una membresía internacional sustancial. Algunos otros países ahora tienen sociedades o secciones de ingeniería química dentro de las sociedades de ingeniería o de química, pero AIChE, IChemE e IiChE siguen siendo los principales en número y distribución internacional: están abiertos a profesionales o estudiantes de ingeniería química debidamente calificados en cualquier parte del mundo. 

## Definiciones
Para las otras ramas establecidas de la ingeniería, existían asociaciones listas en la mente del público: ingeniería mecánica significaba máquinas, ingeniería eléctrica significaba circuitos e ingeniería civil significaban estructuras. La ingeniería química llegó a significar producción de químicos. 

### Unidad de operación
A Arthur Dehon Little se le atribuye el enfoque que los ingenieros químicos toman hoy en día: el análisis y el diseño orientados al proceso en lugar del orientado al producto. El concepto de operaciones unitarias se desarrolló para enfatizar la similitud subyacente entre producciones químicas aparentemente diferentes. Por ejemplo, los principios son los mismos ya sea que uno esté preocupado por separar el alcohol del agua en un fermentador, o por separar la gasolina del diésel en una refinería, siempre que la base de la separación sea la generación de un vapor de una composición diferente del líquido. Por lo tanto, tales procesos de separación se pueden estudiar juntos como una operación unitaria, en este caso llamada destilación. 

### Procesos unitarios
En la primera parte del siglo pasado, se utilizó un concepto paralelo llamado Procesos Unitarios para clasificar los procesos reactivos. Así las oxidaciones, reducciones, alquilaciones, etc. formaron procesos unitarios separados y se estudiaron como tales. Esto fue natural considerando la estrecha afinidad de la ingeniería química con la química industrial en sus inicios. Sin embargo, gradualmente, el tema de la ingeniería de reacción química ha reemplazado en gran medida el concepto de proceso unitario. Este tema considera que todo el cuerpo de reacciones químicas tiene una personalidad propia, independiente de la especie química particular o de los enlaces químicos involucrados. Lo último contribuye a esta personalidad en gran medida, pero para diseñar y operar reactores químicos, es más importante conocer las características tales como el comportamiento de la velocidad, la termodinámica, la naturaleza simple o multifase, etc. La aparición de la ingeniería de reacción química como una disciplina señaló la separación del cordón umbilical que conecta la ingeniería química con la química industrial y consolidó el carácter único de la disciplina. 

## Otras lecturas
- William Furter (ed) (1982) A Century of Chemical Engineering, Plenum Press (New York) ISBN 0-306-40895-3
- Colin Duvall & Sean F. Johnston (2000)  Scaling Up; The Institution of Chemical Engineers and the Rise of a New Profession, Kluwer Academic (Dordrecht, Netherlands) ISBN 0-7923-6692-1
- Bowden, Mary Ellen (1997). Chemical achievers : the human face of the chemical sciences. Philadelphia, PA: Chemical Heritage Foundation. ISBN 9780941901123.